# State House (Gambia)

Das Regierungsgebäude „State House“ des Präsidenten auf einer 25-Dalasi-Banknote

Das State House (früher: Government House) ist der Amtssitz des Präsidenten von Gambia und liegt in der Hauptstadt Banjul.

## Geschichte
Das ‚Government House‘ wurde zur Kolonialzeit Gambias 1824 unter Alexander Grant als eines der ersten Häuser in Bathurst (dem früheren Namen von Banjul) erbaut und diente den Gouverneuren und späteren General-Gouverneuren als Wohn- und Regierungssitz. Mit der Unabhängigkeit Gambias wurde das Haus als Regierungssitz, von nun an: ‚State House‘, des Präsidenten von Gambia übernommen.
Im Jahr 2000 wurde das Haus einer größeren Sanierung unterzogen, die Arbeiten zogen sich über sechs Monate hinweg. Yahya Jammeh verweilte indessen auf seinen zweiten Amtssitz in Kanilai.
Es steht unter dem besonderen Schutz eines National Monument.